# Praxis filozofija
Pojam Praxis filozofija ili Filozofija prakse označava filozofski pravac tzv. "stvaralačkog", nedogmatskog marksizma koji se oblikovao početkom 1960-ih godina i bio vrlo utjecajan u tadašnjoj Jugoslaviji (osobito u Srbiji i Hrvatskoj) 1960-ih i 1970-ih godina. Naziv potječe od središnjeg značaja (praxis grč. čin, djelo ili akcija) koji kod ovih mislilaca dobiva pojam prakse, grčki praxis. Ime Praxis nosio je i časopis koji je izlazio u Zagrebu (vidi: Praxis (časopis)).
PRAKSA
Temeljni pojam "prakse" dobiva u njihovom mišljenju posebno značenje, koje se razlikuje ne samo od svakodnevnog, nego i uobičajenih značenja u tradicionalnoj filozofskoj terminologiji. Termin
"praksa" tradicionalno označava bilo koju ljudsku djelatnost; u praxis filozofiji "praksa" je međutim definirana kao »slobodna stvaralačka djelatnost«.
Nešto proširenije, praksa je »slobodna, univerzalna, stvaralačka i samostvaralačka djelatnost kojom čovjek stvara (čini, proizvodi) i mjenja (oblikuje) svoj povijesni svijet i sama sebe; djelatnost svojstvena čovjeku po kojoj se on bitno razlikuje od svih drugih bića.« (Petrović, str. 14) (Za značenje pojma povijest u ovom kontekstu pogledajte članak Historija i povijest u praxis filozofiji.)
Jedino ona djelatnost koja ima ta dva atributa, slobodu i stvaralaštvo, jest "praksa"; i jedino takva praksa (koja se naziva i "revolucijom") jeste kriterij istine. U tome je smisao čuvenih riječi Karla Marxa: »Pitanje da li je ljudskom mišljenju svojstvena predmetan istina, nije pitanje teorije, nego je praktičko pitanje. U praksi čovjek mora dokazati istinu, tj. zbiljnost i moć, ovostranost svoga mišljenja.« (Druga teza o Feurbachu) (Značaj pojma revolucija vodio je Gaju Petrovića do toga da svoje filozofsko uvjerenje nazove Mišljenje revolucije.)
Temeljni pojam "prakse" dobiva u njihovom mišljenju posebno značenje, koje se razlikuje ne samo od svakodnevnog, nego i uobičajenih značenja u tradicionalnoj filozofskoj terminologiji. Termin "praksa" tradicionalno označava bilo koju ljudsku djelatnost; u praxis filozofiji "praksa" je međutim definirana kao »slobodna stvaralačka djelatnost«.
Nešto proširenije, praksa je »slobodna, univerzalna, stvaralačka i samostvaralačka djelatnost kojom čovjek stvara (čini, proizvodi) i mjenja (oblikuje) svoj povijesni svijet i sama sebe; djelatnost svojstvena čovjeku po kojoj se on bitno razlikuje od svih drugih bića.« (Petrović, str. 14) (Za značenje pojma povijest u ovom kontekstu pogledajte članak Historija i povijest u praxis filozofiji.)
Jedino ona djelatnost koja ima ta dva atributa, slobodu i stvaralaštvo, jest "praksa"; i jedino takva praksa (koja se naziva i "revolucijom") jeste kriterij istine. U tome je smisao čuvenih riječi Karla Marxa: »Pitanje da li je ljudskom mišljenju svojstvena predmetan istina, nije pitanje teorije, nego je praktičko pitanje. U praksi čovjek mora dokazati istinu, tj. zbiljnost i moć, ovostranost svoga mišljenja.« (Druga teza o Feurbachu) (Značaj pojma revolucija vodio je Gaju Petrovića do toga da svoje filozofsko uvjerenje nazove Mišljenje revolucije.)

## Sloboda, otuđenje, kritika svega postojećeg
Čovjeka ne treba cijeniti po onom što (po nasljeđu) jest, nego po onom što sam od sebe, u praksi, načini. Ono što "naprosto jest", čovjekovo je djelo koje je postvareno i od čovjeka otuđeno, pa je i prijetnja slobodi; stoga je dužnost filozofa Kritika svega postojećeg (Marxova sintagma iz jednog od mladenačkih djela. Vidi članak Rani radovi (Marx i Engels).).

## Revolucija
Uz praksu, ključni pojam ovog pravca je revolucija, koji dobiva osobiti smisao ne samo kao pojam iz filozofske antropološkom, nego i na nivou ontologije. Zato je Gajo Petrović 1970-ih godina umjesto filozofija prakse uveo termini mišljenje revolucije.

## Predstavnici
Istaknuti članovi skupine živjeli su uglavnom u Zagrebu ili u Beogradu. Među njima su uz filozofe i oni koji su prvenstveno sociolozi ili politolozi, koji dijele isti svjetonazor i svoje društvenoznanstvene analize utemeljuju u istom kategorijalnom aparatu. Neki su naravno pisali i tekstove koji spadaju u različite discipline.

### Prva generacija
Zagreb:
- Branko Bošnjak
- Danko Grlić
- Milan Kangrga
- Ivan Kuvačić (sociolog)
- Gajo Petrović
- Rudi Supek (sociolog)
- Predrag Vranicki

Danilo Pejović je bio jedan od osnivača časopisa Praxis ali je već 1966. izašao iz redakcije. Po filozofskom usmjerenju ne pripada u krug praxis filozofa.
Beograd:
- Mihajlo Marković
- Ljubomir Tadić (politolog)

### Mlađa generacija
Od mlađih praxisovaca, u samostalnoj Hrvatskoj značajnu javnu aktivnost razvio je Žarko Puhovski, koji je bio član redakcije časopisa Praxis posljednjih godina njegovog izlaženja. Profesor je na Filozofskom fakultetu Zagreb. Do svibnja 2007. je predsjednik Hrvatskog helsinškog odbora. On međutim više ne zastupa osnovne ideje praxis filozofije.
Može se spomenuti i Lino Veljak koji je profesor na Filozofskom fakultetu u Zagrebu. Njihova misaona tradicija ima određenog utjecaja na mlađe generacije filozofa i neke društvene aktiviste.

## Kritika sa stajališta analitičke filozofije
Analitički filozof Neven Sesardić kritizirao je 1980-ih godina praxis filozofiju pozivajući se, između ostalog, na tada već očitu promašenost političke prakse, koja se na marksizmu temeljila; on ne priznaje ozbiljnost praxisovskoj kritici te prakse. Analitička filozofija cijeni tzv. "običan jezik" i u pravilu odbacuje ovakve pojmove kao metafizičke.
Kao liberal, Sesardić strahuje od proizvoljosti do kojih u političkoj praksi dovode ovakvi nejasno definirani, a emotivno snažno nabijeni pojmovi. Pojedinac, koji odbacuje sve društvene "okove", koji radikalno kritizira sve postojeće, uvjeren da je sam spoznao pravu istinu, da je "razotuđen" i "slobodan" i da se stoga ne treba pridržavati okvira puko "formalne", "građanske" tj. liberalne koncepcije slobodnog društva (vidi članak Otvoreno društvo), poželjet će svoju koncepciju slobode nametnuti drugima, preobrazit će se u "manijakalnog popravljača svijeta". Političari takve nejasne i zavodljive pojmove koriste u razvoju totalitarističke političke prakse.
Ova je kritika ozbiljna i relevantna, ali filozofske se ideje ipak ne mogu ocjenjivati samo po političkim rezultatima. Sam Sesardić, jedan od osnivača HSLS-a, također nije bio politički uspješan; Milan Kangrga mogao bi reći da to opravdava njegov pristup: naše još uvijek plemensko društvo nije zrelo za "građanski svijet", pa ni za liberalizam.

## Političko i društveno djelovanje i utjecaj
Politička praksa praxis-filozofa bila je neuspješna, a društvena praksa marginalna. Nastojali su svojim javnim djelovanjem promovirati društveni sustav u kojem se stalno šire mogućnosti pojedinca da slobodno i stvaralački djeluju. S tog stajališta, kritizirali su kapitalizam, tj. "građansko" suženo razumijevanje ljudskih sloboda i prava koje dovodi do otuđenja; kritizirali su uvođenje elemenata slobodnog tržišta u privredni sustav samoupravnog socijalizma 1960-ih godina. 

### Socijalizam: svestrani razvoj svake osobe
Kritizirali su podjednako i tada postojeći socijalizam (tj. komunizam u smislu vladavine komunističke stranke) u kojem vlada politička birokracija. Po jednoj formulaciji Gaje Petrovića istinski socijalizam jest kult ličnosti, podrazumijevajući tu (suprotno političkom značenju sintagme) kontinuirano nastojanje na poticaju slobodnog i svestranog razvoja svake ličnosti (osobe). Praxis filozofi prihvaćaju pojam socijalističko samoupravljanje koji je bio uveden u jugoslavensku komunističku političku praksu nakon raskida s Informbiroom, u pokušajima da se prevlada staljinistička dogma. (Vidi o tome članak Rani radovi (Marx i Engels). 
Oni ga međutim, kao filozofi, promišljaju i razvijaju dalje, do filozofski neizbježnog izvoda: prava svakog pojedinca da sam sobom upravlja. Socijalizam jest (treba biti) "proces oslobađanja"; s tog stajališta, koristeći sintagmu mladog Marxa Kritika svega postojećeg oni žestoko kritiziraju postojeću politički i društvenu praksu (koja nije "praktična", nije praxis u njihovom smislu). Tako su naravno brzo došli u sukob s tadašnjim političkim režimom optužujući ga za birokratizam; to je započelo već 1950-ih godina, prije nego što su artikulirali svoju poziciju i profilirali se kao skupina (vidi npr. članak Milan Kangrga). 
Sredinom 1970-ih godina izlaženje časopisa Praxis bilo je potiho onemogućeno. U Zagrebu su zadržali položaj na Filozofskom fakultetu, dok su u Beogradu s fakulteta izbačeni, ali su zadržali pozicije i utjecaj u nekim drugim ustanovama. Njihov je utjecaj i u Zagrebu i u Beogradu ostao ograničen na uzak krug intelektualaca i studenata.

### Kritika nacionalizma
Bili su žestoki kritičari nacionalizma. Nacionalizam, po njihovoj kritici, propovijeda ukorijenjenost čovjeka u tradiciji i u kolektivnom, čineći ga tako nesposobnim za slobodu. Čovjek se mora osloboditi svih okova tradicije, da bi mogao biti praktičan u filozofskom smislu, odnosno da bi revolucija bila moguća; a nacionalizam je za taj cilj osobito opasan. Sa stajališta konzervativnog svjetonazora, čak i sasvim umjerenog, neminovna je kritika da je tako radikalno "oslobođen" i "razotuđen" pojedinac ostao usamljen, lišen prirodnih veza s drugima, bez kojeg ni istinska sloboda pojedinca nije moguća. 
Godine 1970-1971. došli su u sukob s nacionalnim pokretom u Hrvatskoj (Hrvatsko proljeće). Kada je taj pokret ugušen, unatoč načelnoj osudi političkih progona nisu s progonjenim kolegama iskazali solidarnost. 
Krajem 1980-ih u Srbiji se  Mihajlo Marković se predao pred valom srpskog šovinizma i postao njegov zagovornik i ideolog. Neko vrijeme bio predsjednik tzv Treće Jugoslavije u Miloševićevom režimu. Na liniji srpskog šovinizma također se angažirao Ljubomir Tadić, ali u tadašnjoj oporbi Miloševiću. Time su potpuno odbacili svoje nekadašnje opredjeljenje za slobodu pojedinca od svih tradicionalnih, kolektivističkih i ideoloških okova.
Drugi su beogradski intelektualci praxisovskog kruga, kao Nebojša Popov i Zagorka Golubović, ostali vjerni svojem antinacionalističkom uvjerenju. Oni i njihovi studenti i sljedbenici bili su aktivni u građanskim inicijativama i nevladinim organizacijama kao Centar za antiratnu akciju i Helsinški odbor Srbije, slično kao u Hrvatskoj, te u marginalnoj stranci Građanski savez Srbije.

## Današnji utjecaj
Nakon raspada SFRJ i uspostave samostalne Hrvatske, praxis-filozofija je zanemarena i uglavnom zaboravljena (ili se nastoji na zaboravu) i javno nerelevantna. Mlađi praxisovci sačuvali su pozicije na Filozofskom fakultetu u Zagrebu (vidi gore, Mlađa generacija) i u drugim ustanovama, ali oni više ne zastupaju osnovne postavke praxis-filozofije. Stariji praxisovci pomrli su ili u penziji i nisu više, osim Kangrge, bili javno aktivni.

### Milan Kangrga
U Hrvatskoj, tijekom 1990-ih i početkom 2000-ih od još živih praxisovaca prve generacije javno nastupa jedino Milan Kangrga, držeći se dosljedno pozicije kritike i prezira svakog nacionalizma, kako hrvatskog, tako i srpskog. Tvrdi da su sve jugoslavenske nacije podjednako još na "predgrađanskom", plemenskom nivou, te da nacionalist još uopće nije pravo ljudsko biće, sposobno za slobodu; ista kritika bila je upućivana i jugoslavenskom unitarizmu.

### Nova ljevica, društveni pokreti i nevladine organizacije
Praxisovci su u doba komunizma bili optuživani kao revizionisti, koji su napustili marksizam u korist subjektivističke filozofije; i ta je optužba u bitnom bila točna. Njihovo strasno pisanje o slobodi i stvaralaštvu može biti inspirativno za pojedinca, i u tome i danas imaju utjecaja na pojedince iz mlađih generacija; može biti dobar poticaj za osobno i društveno djelovanje, ali – kako je praksa pokazala – loš je vodič za političku praksu. 
Politički su ostali na pozicijama tzv. Nove ljevice iz 1960-ih godina (koja je do izražaja došla u političkoj pobuni 1968.), koja teži "epohalnom" djelovanju na širokom planu ("univerzalno" djelovanje u gore navedenoj Petrovićevoj definiciji prakse), pa nema strpljenja za detalje i finese, niti odgovarajućeg kategorijalnog aparata za analizu složenijih kretanja. Zato nisu mogli uspostaviti vezu s novim mentalitetom koji se 1970-ih i 1980-ih javlja u novim društvenim pokretima i strankama zelenih, koji otvaraju nove teme: ekološka kriza, odnosi među spolovima, nenasilni odgoj isl. 
Izuzetak je Rudi Supek, koji je 1973. izdao značajnu knjigu Ova jedina zemlja posvećenu ekološkoj krizi; drugi filozofi ljevice u to doba ekološku problematiku kao "buržoasku podvalu da se otupi revolucionarna oštrica radničke klase".  Neki su se njihovi studenti međutim snažno angažirali u borbi za ljudska prava, ekološkom i feminističkom pokretu, antiratnom pokretu i sl, i danas su prisutni u nevladinim organizacijama (udrugama) u Hrvatskoj.

## Unutrašnje poveznice
- Historija i povijest u praxis filozofiji
- Socijalistička radnička partija Hrvatske

## Vanjske poveznice
- Arhiva Praxisa
- Opsežnija arhiva Praxisovih tekstova
- Digitalizirana arhiva časopisa Praxis i Korčulanske ljetne škole
- Dragomir Olujić Oluja i Krunoslav Stojaković (ur.), "Praksis: Društvena kritika i humanistički socijalizam"  Arhivirana inačica izvorne stranice od 22. ožujka 2020. (Wayback Machine), Beograd, 2012.